# Biton adamanteus
Biton adamanteus är en spindeldjursart som beskrevs av Lawrence 1968. Biton adamanteus ingår i släktet Biton och familjen Daesiidae.

## Underarter
Arten delas in i följande underarter:
- B. a. adamanteus
- B. a. polytricha